# Чарияпитака
Чарияпитака (пали:«Корзина поведения») — одна из книг Кхудакка-никаи, состоит из 35-и поэм о преджизнях Будды. Стилистически Чарияпитака близка к Джатакам и повествует о том, как в предыдущих рождениях Будда реализовал десять совершенств (парамит).

## Состав
1. Akittivaggo
2. Hatthināgavaggo
3. Yudhañjayavaggo

## Переводы на английский
- "Basket of conduct", in Minor Anthologies III, 2nd edition, tr I. B. Horner, 1975, Pali Text Society, Bristol